# Ermione (opera)
Ermione è un'opera - nel libretto indicata come "azione tragica" - musicata da Gioachino Rossini su testo di Andrea Leone Tottola tratto dalla tragedia Andromaque di Jean Racine, a sua volta basata sull'Andromaca di Euripide.

## "Fortune" dell'opera
Debuttò al teatro San Carlo di Napoli il 27 marzo 1819, con poco successo (ma alcune cronache parlano addirittura di un vero e proprio fiasco). L'insuccesso dell'opera fu in parte dovuto al soggetto (il pubblico gradiva poco i finali tragici, basti pensare al lieto fine che Rossini dovette approntare per l'Otello), e in parte alla musica, forse troppo "rivoluzionaria": la Sinfonia che apre l'opera viene due volte interrotta dal Coro che lamenta la caduta di Troia; la Gran Scena della protagonista posta non come finale, ma a metà del Secondo atto.
A causa dell'insuccesso, l'opera non venne più ripresa in nessun altro teatro italiano: l'unica recita conosciuta in tutto l'Ottocento fuori dall'Italia avvenne a Siviglia nel 1829, con protagonista Carolina Passerini. Rossini riutilizzò parte della musica per altre opere (Bianca e Falliero, Eduardo e Cristina, Zelmira, Moïse et Pharaon).
La prima ripresa in tempi moderni avvenne in forma di concerto alla Chiesa dell'Annunziata a Siena nel 1977, diretta da Gabriele Ferro e sempre in concerto nel 1986 all'Auditorium Pollini di Padova diretta da Claudio Scimone con Cecilia Gasdia, Chris Merritt ed Ernesto Palacio. Invece, la prima rappresentazione in forma scenica avvenne nel 1987 al Rossini Opera Festival, protagonista Montserrat Caballé, con Marilyn Horne, Rockwell Blake, Merritt e la direzione di Gustav Kuhn. In seguito l'opera fu replicata in Italia, Europa e America, pur non essendo entrata nel consueto repertorio.
Oltre alla già citata Caballé, il ruolo di Ermione conta importanti interpreti quali Cecilia Gasdia (che per prima incise l'opera con Claudio Scimone), Anna Caterina Antonacci (riprese il ruolo a Roma, Londra, Buenos Aires, Glyndebourne) e Sonia Ganassi (la cui applaudita interpretazione al Rossini Opera Festival è testimoniata dalla registrazione video). Importanti interpreti del ruolo di Pirro sono stati Chris Merritt (che affrontò anche il ruolo di Oreste) e Gregory Kunde. Come Oreste vanno infine ricordati Rockwell Blake e Bruce Ford.

## Cast della prima assoluta
| Ruolo                                | Registro vocale | Interprete                            |
| ------------------------------------ | --------------- | ------------------------------------- |
| Ermione, figlia di Elena e Menelao   | soprano         | Isabella Colbran                      |
| Andromaca, vedova di Ettore          | contralto       | Benedetta Rosmunda Pisaroni           |
| Pirro, figlio di Achille             | tenore          | Andrea Nozzari                        |
| Oreste, figlio di Agamennone         | tenore          | Giovanni David                        |
| Pilade, amico e confidente di Oreste | tenore          | Giuseppe Ciccimarra                   |
| Cleone, confidente di Ermione        | mezzosoprano    | Maria Manzi                           |
| Fenicio, tutore di Pirro             | basso           | Michele Benedetti                     |
| Cefisa, confidente di Andromaca      | mezzosoprano    | Raffaella De Bernardis                |
| Attalo, capo delle guardie di Pirro  | tenore          | Gaetano Chizzola                      |
| Astianatte, figlio di Andromaca      | mimo            | Un alunno della Reale Scuola di ballo |

## Trama
Antefatto
Poco dopo la caduta di Troia, Pirro è tornato a Buthrote, capitale del suo regno, portando con sé alcuni prigionieri troiani tra cui Andromaca, vedova di Ettore, e il figlio Astianatte (Tottola si discosta dal mito lasciando in vita il figlio dell'eroe, che in realtà venne scagliato giù dalle mura di Troia da Ulisse). Pirro, benché una promessa di matrimonio lo leghi a Ermione, figlia dell'eroe Menelao, si innamora di Andromaca e vuole farla sua regina: ciò desta la gelosia di Ermione e lo sdegno dei condottieri Achei, che temono di veder salire su un trono greco l'ultimo erede degli odiati troiani.

### Atto I
Un coro di prigionieri troiani (ostaggi di Pirro) lamenta la sconfitta e la distruzione della loro amata città. Tra loro vi è anche Andromaca, vedova di Ettore, che veglia il sonno del figlio Astianatte, e rivede nel suo volto le sembianze del mai dimenticato marito (Mia delizia un solo istante): invano Cefisa, sua ancella, e Fenicio, consigliere di Pirro, cercano di consolarla. A raddoppiare i suoi tormenti sono le continue insistenze di Attalo, confidente del re, che rinnova le profferte amorose del suo signore, il quale, innamorato di Andromaca, le promette di salvare la vita al piccolo Astianatte (e di accettarlo come figlio) se lei acconsentirà a sposarlo. Ma il fatto che il bambino, figlio del più grande nemico degli Achei, possa diventare l'erede al trono del figlio di Achille, fa temere a Fenicio una nuova guerra per la Grecia: il precettore spera che Pirro mantenga l'impegno di sposare Ermione (figlia di Menelao ed Elena). Ma se Ermione ama sinceramente Pirro, egli la disprezza, preferendo a lei la "schiava frigia".

 Cleone, a capo di un coretto di confidenti di Ermione, cerca di consolare l'amica, ma invano, poiché la principessa è a conoscenza della sua imminente sciagura. A rovinare il suo umore è l'incontro con Pirro, che passeggiava vagheggiando di Andromaca; subitaneo e violento è il loro scontro: Ermione rinfaccia all'uomo la sua infedeltà, e Pirro minaccia e umilia la donna (Non proseguir! Comprendo!). Proprio in quel momento viene annunciato a Pirro l'arrivo di Oreste, a capo dei condottieri greci, giunto a Buthrote proprio per far rinsavire Pirro e imporgli il rispetto dei patti. Pirro rimane turbato dall'arrivo del figlio di Agamennone, mentre Ermione è lieta per il ritorno del suo "liberatore".
Oreste è a sua volta innamorato di Ermione, la quale però, sia perché è sua cugina, sia perché è innamorata di Pirro, non ricambia il suo sentimento. Appena arrivato a palazzo, infatti, il giovane lamenta all'amico Pilade il suo infelice amore (Che sorda al mesto pianto). Pilade esorta Oreste a non pensare all'amore e a concentrarsi sul compito che deve svolgere. Pirro riceve l'ambasciata con tutta la sua corte (tra cui anche Ermione e Andromaca stessa), e Oreste, a nome della Grecia intera, impone a Pirro il sacrificio di Astianatte, minaccia per la sicurezza dopo la pace seguita alla guerra di Troia. La corte teme la reazione violenta di Pirro, il quale afferma con arroganza la legittimità delle sue scelte (in quanto figlio del maggiore condottiero acheo) e, con sommo dispetto dei greci e di Ermione, annuncia a tutti il suo imminente matrimonio con Andromaca (Balena in man del figlio). I condottieri sono scandalizzati, e Andromaca stessa, che vuole serbare la sua fede ad Ettore, rifiuta la mano del principe.
Cleone consiglia a Ermione, sconvolta per la decisione di Pirro, di usare Oreste per vendicarsi della pubblica umiliazione. E proprio Oreste arriva in quel momento: il giovane rinnova le sue promesse d'amore ad Ermione, la quale, incerta, non se la sente di usare il suo corteggiatore come strumento della sua vendetta (Anime sventurate).
Ma proprio in quel momento entra Pirro, con tutta la corte. Il giovane, infuriato per il rifiuto di Andromaca, decide di mantenere i patti: promette di sposare Ermione e di consegnare Astianatte ai condottieri greci. La decisione suscita diversi sentimenti: la speranza di Ermione e Fenicio, la preoccupazione di Andromaca e Pilade, la gelosia di Oreste (Sperar poss'io?). Mentre Pirro fa per consegnare il bambino a Oreste, Andromaca si inginocchia e supplica il principe di concedergli tempo per cambiare idea. Pirro si rallegra, ma Ermione monta su tutte le furie, e minaccia di colpire il bambino. L'atto si conclude con il turbamento generale, e il timore che qualcosa di terribile stia per avvenire (Pirro, deh serbami la fè giurata).

### Atto II

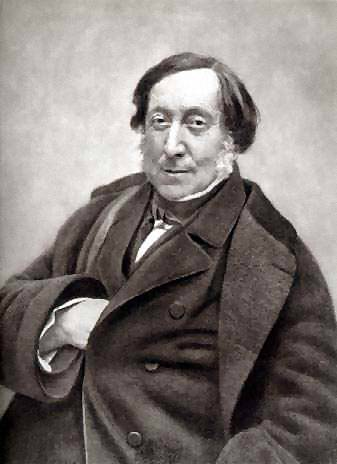
Ritratto di Gioachino Rossini

Attalo comunica a Pirro la tanto attesa decisione: Cefisa, cedendo alle sue richieste, ha convinto Andromaca a sposare il principe (il dialogo viene spiato da Cleone che si affretta a riferire tutto alla sua padrona). Pirro, entusiasta, promette ad Andromaca il trono e la salvezza per Astianatte, ma la donna, credendo di vedere il fantasma di Ettore sdegnato, cerca di frenare il suo impeto, temendo "d'avversa stella il barbaro rigor" (Ombra del caro sposo). I piani della vedova troiana, infatti, sono ben altri: ella ha intenzione di suicidarsi dopo il matrimonio, dopo aver però ottenuto da Pirro il solenne giuramento di salvare la vita al figlio.

Ma in quel momento arriva Ermione, seguita da Fenicio e Cleone, e le due rivali si fronteggiano: la principessa achea insulta la rivale, accusandola di aver usato le sue "arti" per arrivare al trono, mentre Andromaca, regale e altera, invece che rispondere agli insulti perdona la giovane rivale e si allontana. La gelosia e il timore iniziano a rodere il cuore di Ermione (Essa corre al trionfo!), la quale supplica Fenicio di ricordare a Pirro le sue promesse d'amore. Ma ciò è del tutto inutile, poiché risuona fuori scena la marcia nuziale che guida Pirro e Andromaca al tempio. Ermione si accascia a terra disperata: un coro di confidenti cerca di consolarla e le promette vendetta, e tra loro è presente anche Oreste. Ermione, allora, decide di approfittarne: in nome dell'amore che nutre per lei, impone al cugino di uccidere l'ingrato e di riportargli il pugnale macchiato del suo sangue. Dapprima titubante, Oreste corre a svolgere il suo criminoso compito (Se a me nemiche, o stelle). 

Fenicio non è riuscito a far ravvedere Pirro, il quale l'ha scacciato, e, insieme a Pilade, lamenta il triste destino che attende la Grecia (A così trista immagine).
Ermione si aggira per la reggia, in preda al rimorso, poiché si è accorta di amare ancora Pirro, e cerca invano Oreste per fermarlo, ma è tutto inutile: Oreste arriva, con un pugnale insanguinato. All'allucinata e sconvolta donna, il giovane racconta l'uccisione di Pirro (Già d'Andromaca sul crine), portando come pegno d'amore all'amata l'arma con cui è stato ucciso. Ma Ermione lo insulta e lo respinge, disperata, e gli rivela di essere sempre stata innamorata di Pirro, e fu solo in un attimo di follia che gli aveva chiesto la sua uccisione. Oreste, deluso e disperato anch'esso, invoca la morte, mentre Ermione invoca le Eumenidi per vendicare l'omicidio. Ma in quel momento arriva Pilade alla testa di un gruppo di fedeli di Oreste: il popolo di Buthrote è infuriato per l'uccisione di Pirro, e minaccia il linciaggio di tutti i congiurati. A Ermione, disperata, non resta che maledire Oreste, il quale viene portato via a forza dai suoi, in preda al delirio.

## Struttura dell'opera
- Sinfonia con coro

### Atto 1
- 1 Introduzione Troja qual fosti un dì! (Coro, Fenicio, Andromaca, Cefisa, Attalo)
- 2 Coro Dall'Oriente l'astro del giorno (Cleone)
- 3 Duetto Non proseguir! Comprendo! (Ermione, Pirro, Coro)
- 4 Cavatina Reggia abborrita! (Oreste, Pilade)
- 5 Marcia
- 6 Aria Balena in man del figlio (Pirro, Ermione, Andromaca, Oreste, Pilade, Fenicio, Attalo, Coro)
- 7 Finale primo Amarti? (Ermione, Oreste, Coro, Pirro, Cleone, Pilade, Fenicio, Andromaca, Cefisa, Attalo)

### Atto 2
- 8 Duetto Ombra del caro sposo (Andromaca, Pirro)
- 9 Gran scena Essa corre al trionfo! (Ermione, Fenicio, Cleone, Coro, Oreste)
- 10 Duettino A così trista immagine (Fenicio, Pilade)
- 11 Scena, duetto e Finale secondo Che feci? Ove son? - Vendicata! E di qual sangue... Ah! Ti rinvenni! (Ermione, Oreste, Pilade, Coro)

Alcuni pezzi dell'opera furono riutilizzati in altre opere: parte della scena di Ermione diventò una cavatina alternativa per la Zelmira rappresentata a Parigi, la cavatina di Oreste diventò un'aria alternativa per Giacomo de La donna del lago (mantenendo anche alcuni versi) sostituendo la più celebre O fiamma soave e venne riutilizzata (pure mantenendo parte del testo originale) come aria del protagonista maschile nella versione originale (romana) di Matilde di Shabran.

## Incisioni discografiche
| Anno | Cast (Ermione, Pirro, Oreste, Andromaca, Pilade, Fenicio, Attalo, Cleone, Cefisa)                                                                              | Direttore         | Etichetta       |
| ---- | --- | ----------------- | --------------- |
| 1986 | Cecilia Gasdia, Ernesto Palacio, Chris Merritt, Margarita Zimmermann, William Matteuzzi, Simone Alaimo, Mario Bolognesi, Elisabetta Tandura (entrambi i ruoli) | Claudio Scimone   | Erato           |
| 1987 | Montserrat Caballé, Chris Merritt, Rockwell Blake, Marilyn Horne, Giuseppe Morino, Giorgio Surjan, Enrico Facini, Daniela Lojarro, Paola Romanò                | Gustav Kuhn       | Legato Classics |
| 2009 | Carmen Giannattasio, Paul Nilon, Colin Lee, Patricia Bardon, Bülent Bezdüz, Graeme Broadbent, Loïc Félix, Rebecca Bottone, Victoria Simmonds                   | David Parry       | Opera Rara      |
| 2024 | Serena Farnocchia, Moisés Marin, Patrick Kabongo, Aurora Faggioli, Chuan Wang, Jusung Gabriel Park, Bartosz Jankowsky, Mariana Polturak, Katarzyna Guran       | Antonino Fogliani | Naxos           |

## Registrazioni video
| Anno | Cast (Ermione, Pirro, Oreste, Andromaca, Pilade, Fenicio, Attalo, Cleone, Cefisa, Astianatte)                                                                             | Direttore      | Etichetta |
| ---- | --- | -------------- | --------- |
| 1995 | Anna Caterina Antonacci, Jorge López-Yáñez, Bruce Ford, Diana Montague, Paul Austin Kelly, Gwynne Howell, Paul Nilon, Julie Unwin, Lorna Windsor, Oliver Bridge           | Andrew Davis   | NCV Arts  |
| 2008 | Sonia Ganassi, Gregory Kunde, Antonino Siragusa, Marianna Pizzolato, Ferdinand von Bothmer, Nicola Ulivieri, Riccardo Botta, Irina Samoylova, Cristina Faus, non indicato | Roberto Abbado | Dynamic   |